# وادي شوان
يقع وادي شوان شمال شرق محافظة الكامل، ويبعد عن مكة المكرمة 180 كيلومترا، ويبدأ من أعلى حرة بنو سليم في أطراف محافظة المهد جنوبي المدينة المنورة ويعتبر من أشهر وأطول الأودية بالحجاز، ويتواصل على امتداد عشرات الكيلومترات إلى أن يلتقي بوادي ساية، ثم تلتقي بوادي وبح في محافظة الكامل. اشتهر وادي شوان قديماً بزراعة النخيل، حيث أنه من أهم المناطق المنتجة للتمور في ديار بني سليم، ولا يزال يتمتع بجودة ووفرة إنتاجه. أما في الوقت الحاضر فتوجد على امتداد وادي شوان العديد من مزارع النخيل والدخن والذرة والخضار والحمضيات.
في عام 1432هـ تم إنشاء سد وادي شوان حيث تبلغ سعته التخزينية أكثر من 1000000 متر مكعب ويعتبر من أكبر السدود في المنطقة ومن أهم معالمها السياحية.

## الموقع الجغرافي
يقع وادي شوان شمال شرق مكة المكرمة ويبعد عنها 180 كم.

## الهجر الواقعة على امتداد وادي شوان
- العمودة
- المزارع
- صومح
- المثينية
- الصعيب